# Helena Angelina Komnena
Helena Angelina Komnena (gr. Ἑλένη Ἀγγελίνα Κομνηνή) – bizantyńska arystokratka, regentka Księstwa Aten.

## Życiorys
Była córką Jana I Angelosa władcy Tesalii 1271–1289. Jej mężem został książę Aten Wilhelm I de la Roche. Ich synem był Gwido II de la Roche. W okresie jego małoletności Helena była regentką Księstwa Aten. Odmówiła uznania zwierzchnictwa rządzącego w Achai Florensa z Hainaut. W 1291 roku poślubiła hrabiego Lecce Waltera z Brienne, który w latach 1291–1294 rządził państwem jako bailif. 